# 聖羅莎縣 (門多薩省)

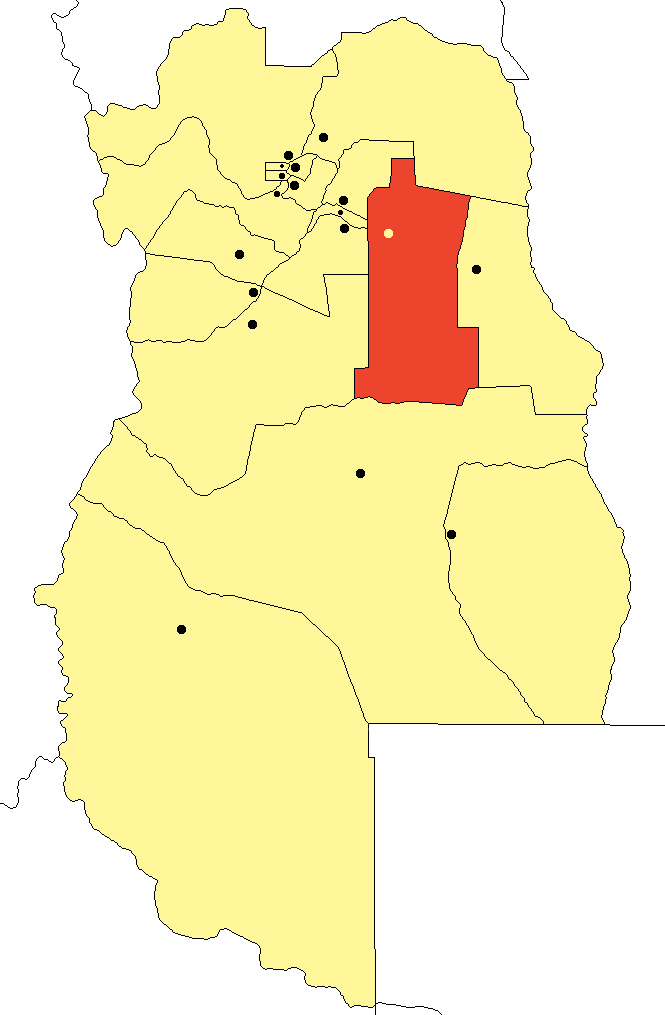

33°17′S 68°02′W / 33.283°S 68.033°W
聖羅莎縣（西班牙語：Departamento Santa Rosa），是阿根廷的縣份，位於該國西部門多薩省，首府設於聖羅莎，距離門多薩80公里，面積8,510平方公里，2010年人口16,374，人口密度每平方公里1.92人。